# 北九州市立北小倉小学校
北九州市立北小倉小学校（きたきゅうしゅうしりつきたこくらしょうがっこう）は、福岡県北九州市小倉北区中井口にあった公立小学校。

## 沿革
- 1981年（昭和56年） - 北九州市立北小倉小学校として開校[2]
- 1990年（平成2年） - 創立10周年記念式典を挙行[2]
- 2000年（平成12年） - 創立20周年記念式典を挙行[2]
- 2010年（平成22年） - 創立30周年記念式典を挙行[2]
- 2019年（平成31年） - 北九州市立中井小学校に統合され閉校。

## 交通
- 西鉄バス中井バス停下車、徒歩約6分

## 周辺
- 真颯館高等学校
- 北九州市立中井小学校